# 4059 Balder
4059 Balder este un asteroid din centura principală, descoperit pe 29 septembrie 1987 de Poul Jensen.